# آلن وودس
آلن وودس (انگلیسی: Alan Woods؛ زادهٔ ۱۲ اکتبر ۱۹۷۸) بازیکن فوتبال اهل ایالات متحده آمریکا است.
از باشگاه‌هایی که در آن بازی کرده‌است می‌توان به نیوانگلند رولوشن و باشگاه فوتبال کلرادو رپیدز اشاره کرد.